# Хегази, Ахмед Гаффер
Ахмед Гаффер Хегази (Ahmed Gaffer Hegazi, احمد جعفر حجازى; род. 31 мая 1948 года, г. Эль-Мансура, Египет) — египетский микробиолог и иммунолог, фармаколог — специалист по продуктам пчеловодства и апитерапии, ветеринар. Доктор философии (1981). Профессор Национального научно-исследовательского центра Египта.
Лауреат Национальной научной премии по биологическим наукам (1990).

## Биография
Окончил Каирский университет (бакалавр наук, 1973).
В 1979 году получил магистерскую степень, а в 1981 году в альма-матер — степень доктора философии (PhD).
C 1977 года в Национальном исследовательском центре Египта: вначале ассистент исследователя, с 1979 года ассистент лектора, с 1981 года научный сотрудник, с 1985 года ассоциированный профессор, а с 1990 года профессор микробиологии и иммунологии, с 2004 года — департамента зоонозов, с 1998 года также состоит в постоянном научном комитете Центра; в 1979—1981 и 1987 гг. проводил курсы по клинической микробиологии, в 1987—2002 гг. организатор курсов по иммунологии, в 1997—2000 гг. возглавлял департамент паразитологии и болезней животных.
В 1981—1997 гг. по совместительству профессор медицинского факультета Заказикского университета (а также супервизор его иммунологической секции и лаборатории иммунологии) и проводил курсы по иммунологии, в 2006 году — профессор на факультете биотехнологии в Мисрском университете наук и технологий (Misr University for Science and Technology), а также супервизор его иммунологической секции, в 2012—2015 гг. — профессор иммунологии в Monifiay University (Menoufia University?).
Является президентом Египетского природоохранного общества по использованию и производству пчелопродуктов, секретарем Египетского общества апитерапии, генеральным секретарем (с 2001) Африканской федерации ассоциаций апикультуры. В 1992—1997 гг. генеральный секретарь Египетской ассоциации иммунологов. В 1998—2015 гг. член комиссии по апитерапии Апимондии.
Член (по благосостоянию животных) Академии науки и технологии Египта.
Член International Apitherapy Health Care & Bee acupuncture Association (IAHB) с 1997 года.
Является шеф-редактором International Journal of Apitherapy и Research Journal of Allergy, входит в редсоветы «Annals of British Medical Sciences», «Journal of Microbiology and Antimicrobial Agents», «Annals of Medical and Biomedical Sciences». Состоял в редколлегиях научных журналов, в частности болгарского Journal of Biotechnology (в 1992) и «Египетского журнала иммунологии» (в 1995 г.), а также Journal of Bee keeping in Turkey (с 2000 года).
В 1997 году организатор и генеральный секретарь международного (участники из 22 стран) симпозиума по апитерапии. Организатор «World Immunology Summit-2015» (США) и 4th International Conference on Clinical Microbiology and Microbial Genomics (2015, США). Входил в состав оргкомитета «World Immunology Summit-2016» (США), входит в оргкомитет «Vaccines R & D Summit 2017» (Испания).
Отмечен рядом наград, в том числе научной премией (1989), премией старшего учёного (Senior Scientist Prize, 1996) и Merit Award of Medical Sciences (2016) Национального исследовательского центра Египта, а также медалью отличия I класса (1995).
Женат, есть сын.
Автор 222 научных работ в том числе в международных изданиях, в. т. ч. ряда книг — на английском и арабском языках, среди которых «Иммунитет». Имеет 4 патента.

## Работы
- Propolis an overview // International Congress of propolis, Bones Airs, Argentina, 2000 — отмечена The Second Best Research Paper award[11]
- Medıcal Importance of Bee Products (pp. 136—146, 2012)
- Bee venom and propolis as new treatment modality in patients with localized plaque psoriases (2013)
- Influence of honey in mice bearing Ehrlich carcinoma on immune status Архивная копия от 6 августа 2017 на Wayback Machine (2014) ()
- Role of cytokines in Apitherapy
- The Effect of Bee Venom on Rheumatoid Arthritis Patients (недоступная ссылка)
- Hegazi et al. Novel Therapeutic Modality Employing Apitherapy for Controlling of Multiple Sclerosis // Journal of Clinical & Cellular Immunology 2015, 6:1 doi:10.4172/2155-9899.1000299
- Bee products as immunopotentiation (2015) ()
- Cytokines pattern of Multiple Sclerosis patients treated with Apitherapy (2015) (, )
- Potential antibacterial activity of some Saudi Arabia honey // Vet World. 2017 Feb; 10(2): 233—237.

Лекции
- Evaluation of the effect of honey on immune status in mice bearing Ehrlich carcinoma
- Is bee venom having antibacterial activity?
- Multiple Sclerosis patients treated with Apitherapy: Immunological pattern (2016)
- Honey Facts & Nutrition (2016)